# Лечебно винче
Лечебното винче (Anchusa officinalis) е тревисто растение от семейство Грапаволистни, разпространено в Централна и Източна Европа, части от Кавказ и Югоизточна Азия. В България се среща най-често южно от Стара планина. Вирее по сухи тревисти и каменисти места, край пътища и лозя.

## Описание
Стъблата му са изправени, дълги от 20 до 80 (рядко 170) см. Листата – линейно ланцетовидни, ланцетно елиптични, обратно ланцетни, или линейни. Долните са по-едри. Чашката е влакнеста, венчето – червеникаво, виолетово или рядко бяло, понякога разширената част е синя, а тръбицата – червеникава. Тя е от 5 до 7 мм, до 1,5 пъти по-дълга от чашката. Тичинките излизат от горната част на венечната тръбица, като достигат и отчасти припокриват венечните люспи.
Растението цъфти юни – юли, плодоноси от юли до септември.

## Галерия
- Стъбло и листа
- Цвят
- Илюстрация
- Плод